# Hans-Jürgen Ewers
Hans-Jürgen Ewers (* 19. Mai 1942 in Münster; † 24. April 2002) war ein deutscher Volkswirt und Präsident der Technischen Universität Berlin.

## Leben
Der Professor für Volkswirtschaftslehre studierte Wirtschaftswissenschaften an der Westfälischen Wilhelms-Universität Münster (1970 Promotion, 1977 Habilitation). Von 1997 bis 2002 war er der Präsident der TU Berlin. Sein Nachfolger im Amt des Präsidenten, Kurt Kutzler, würdigte Ewers mit den Worten „Er hat mit der Kraft seiner Gedanken, seinem unermüdlichen Engagement, seiner Fähigkeit zu überzeugen und mit seiner großen persönlichen Ausstrahlung der Universität und ihren Freunden in einem Maße gedient, das wohl erst in der Zukunft in seiner ganzen Wirkung erkennbar werden wird.“ Die Lehrerbildung, die Geistes- und Sozialwissenschaften wollte Ewers zu Gunsten der Kernfächer in den Ingenieur- und Naturwissenschaften abbauen. Ewers vertrat die Meinung, dass die Universität wie ein Unternehmen mit Aufsichtsrat geführt werden müsse. In seiner Amtszeit wurden 15 Fachbereiche – von ehemals 21 – zu acht Fakultäten zusammengelegt. Sparmaßnahmen begründete er mit dem Streben nach Exzellenz.

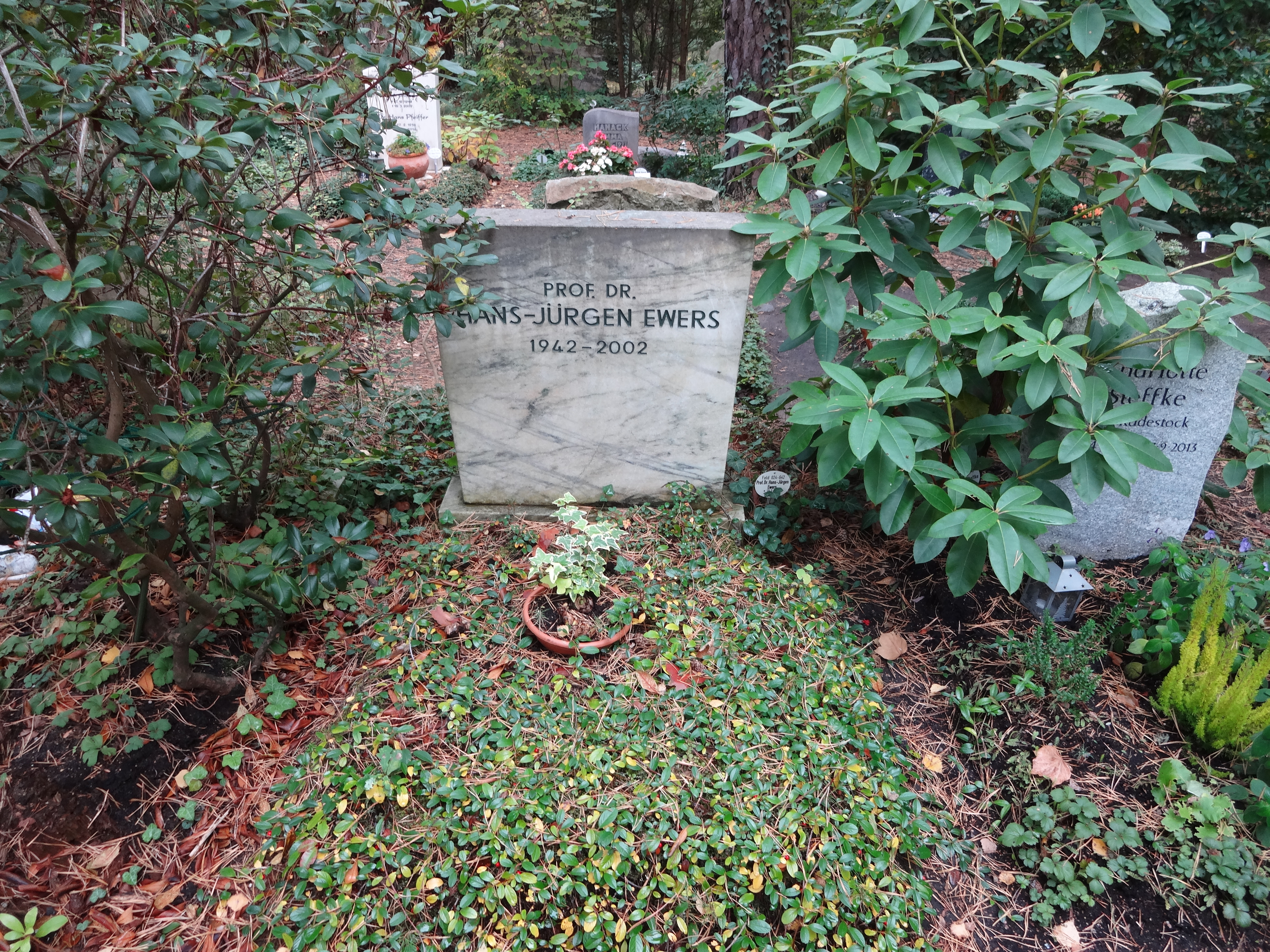
Grabstätte

Ewers ist nach langer schwerer Krankheit mit 59 Jahren gestorben und wurde auf dem Waldfriedhof Zehlendorf bestattet.